# Gare d'Elne
La gare d'Elne est une gare ferroviaire française de la ligne de Narbonne à Port-Bou (frontière), située sur le territoire de la commune d'Elne, dans le département des Pyrénées-Orientales en région Occitanie.
Elle est mise en service en 1866 par la Compagnie des chemins de fer du Midi et du Canal latéral à la Garonne.
C'est une gare de la Société nationale des chemins de fer français (SNCF), desservie par des trains express régionaux TER Occitanie.

## Situation ferroviaire
Établie à 22 mètres d'altitude, la gare de bifurcation d'Elne est située au point kilométrique (PK) 481,198 de la ligne de Narbonne à Port-Bou (frontière), entre les gares ouvertes de Perpignan et d'Argelès-sur-Mer. En direction d'Argelès s'intercale le pont ferroviaire sur le Tech.
Elle est également l'origine au PK 481,198 de la ligne d'Elne à Arles-sur-Tech, avant la gare de Brouilla (fermée), s'intercale la halte d'Ortaffa (fermée). Cette ligne n'est utilisée que pour des circulations de trains de fret et elle est déclassée au-delà de Céret

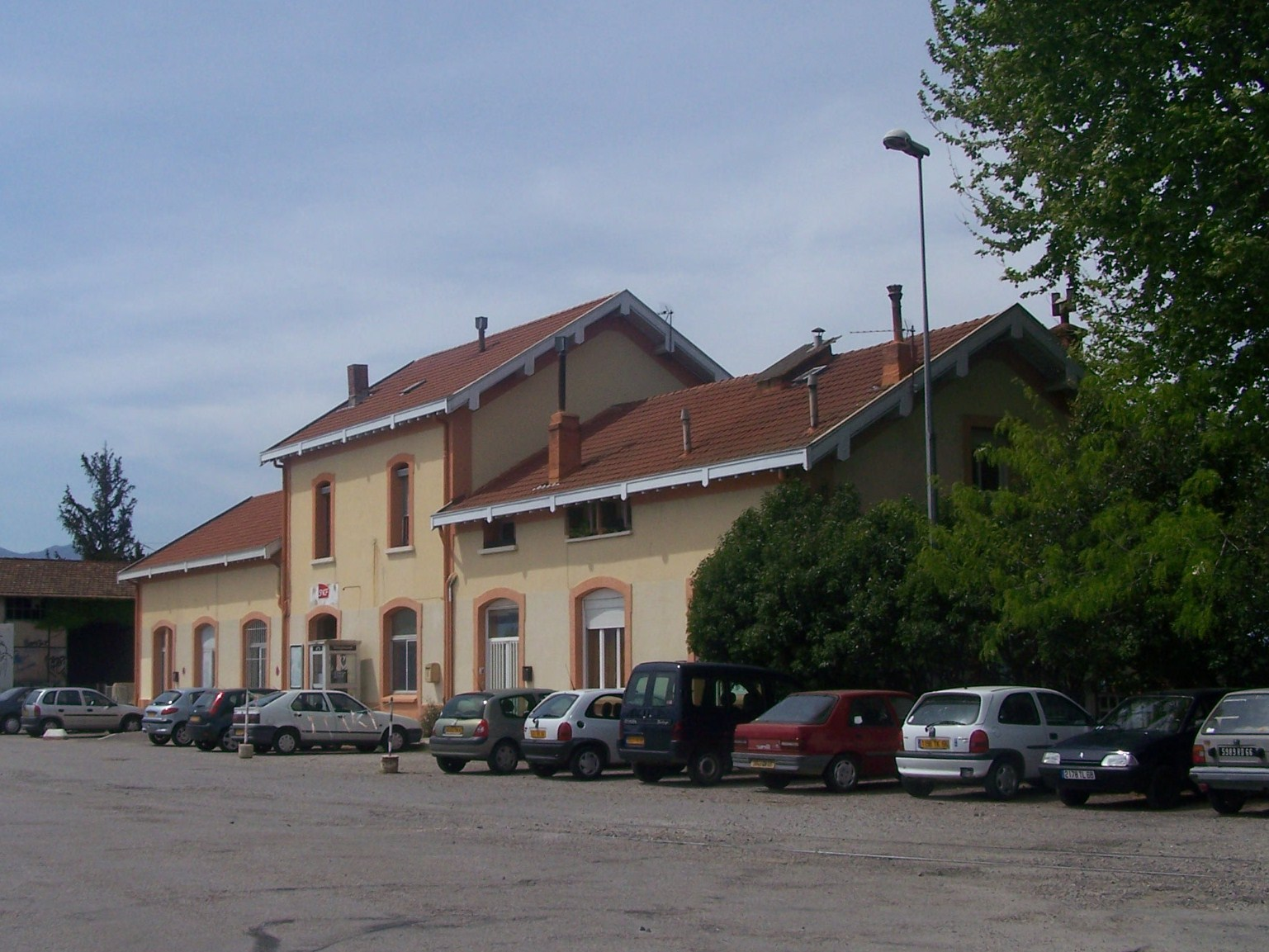
La gare en 2008.

## Histoire
La station d'Elne est mise en service le 21 mars 1866 par la Compagnie des chemins de fer du Midi et du Canal latéral à la Garonne, lorsqu'elle ouvre à l'exploitation la section de la gare de Perpignan à celle de Collioure. Les travaux de construction de la ligne et de la station ont été financés et réalisés par l'État, du fait de l'importance plus stratégique qu'économique de ce prolongement.
En 1880, elle est choisie par l'État pour être la gare de bifurcation du raccordement d'une ligne d'Elne à Arles-sur-Tech. En 1883, la gare est agrandie et l'embranchement entre les deux lignes est réalisé.
Devenue gare de bifurcation, Elne voit passer jusqu'en 1939, date d'arrêt du trafic voyageurs sur cette ligne, de nombreux trains. Un grand dépôt est construit près de la gare pour les locomotives vapeur du dépôt de Narbonne. Il reste de nos jours un grand triage quasi vide.
Elle connait l'électrification en 1982.

## Fréquentation
En 2014, selon les estimations de la SNCF, la fréquentation annuelle de la gare était de 68 738 voyageurs.
De 2015 à 2021, selon les estimations de la SNCF, la fréquentation annuelle de la gare s'élève aux nombres indiqués dans le tableau ci-dessous. :
| Année     | 2015   | 2016   | 2017   | 2018   | 2019   | 2020   | 2021   | 2022   | 2023   |
| --------- | ------ | ------ | ------ | ------ | ------ | ------ | ------ | ------ | ------ |
| Voyageurs | 73 536 | 67 193 | 78 349 | 64 944 | 65 786 | 36 863 | 58 495 | 76 307 | 83 129 |

## Service des voyageurs

### Accueil
Gare SNCF, elle dispose d'un bâtiment voyageurs, avec guichet, ouvert tous les jours.
Il est décidé en 2021 de faire de la gare une Smart Station, permettant l'ouverture et la fermeture automatisée des bâtiments afin de permettre aux voyageurs de s'abriter des intempéries.

### Desserte
Elne est desservie par des trains du réseau TER Occitanie qui circulent entre Perpignan et Cerbère. Certains trains sont prolongés au-delà de Perpignan vers Narbonne, puis Toulouse-Matabiau ou Nîmes et Avignon-Centre, tandis que d'autres sont prolongés au-delà de Cerbère vers Portbou. Le temps de trajet est d'environ 10 minutes depuis Perpignan et d'environ 40 minutes depuis Cerbère.
L'Intercités de nuit, reliant Paris-Austerlitz à Cerbère, dessert également la gare, pendant les week-ends et les vacances uniquement.

### Intermodalité
Un parking pour les véhicules est aménagé.

Installations de la gare
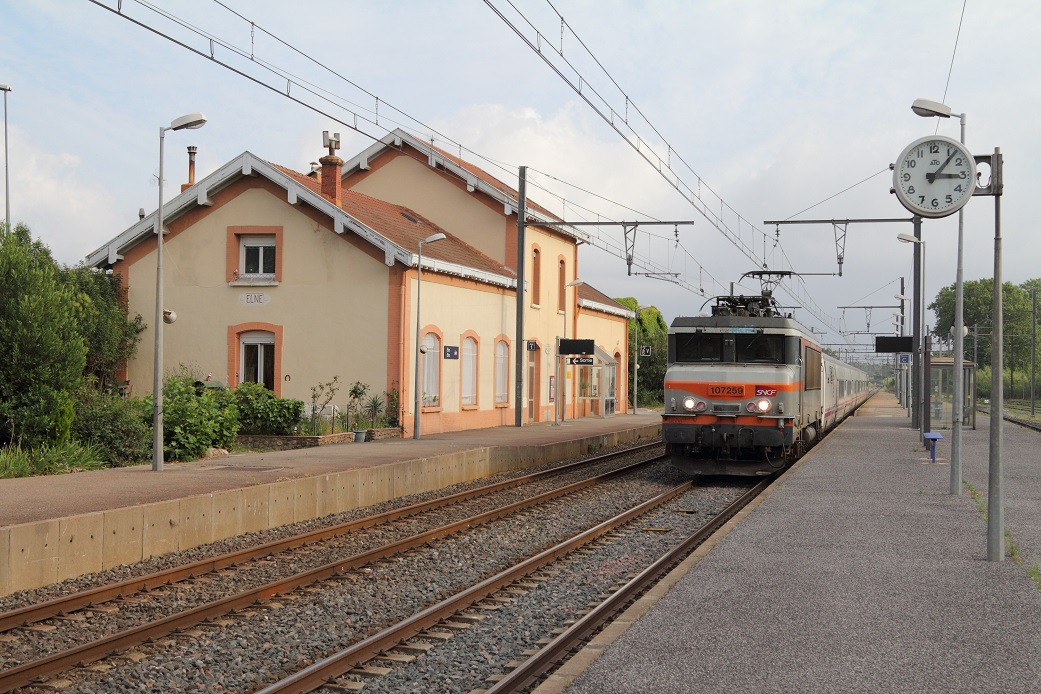
Talgo passant sans arrêt à Elne en provenance de Cartagena (juin 2013).
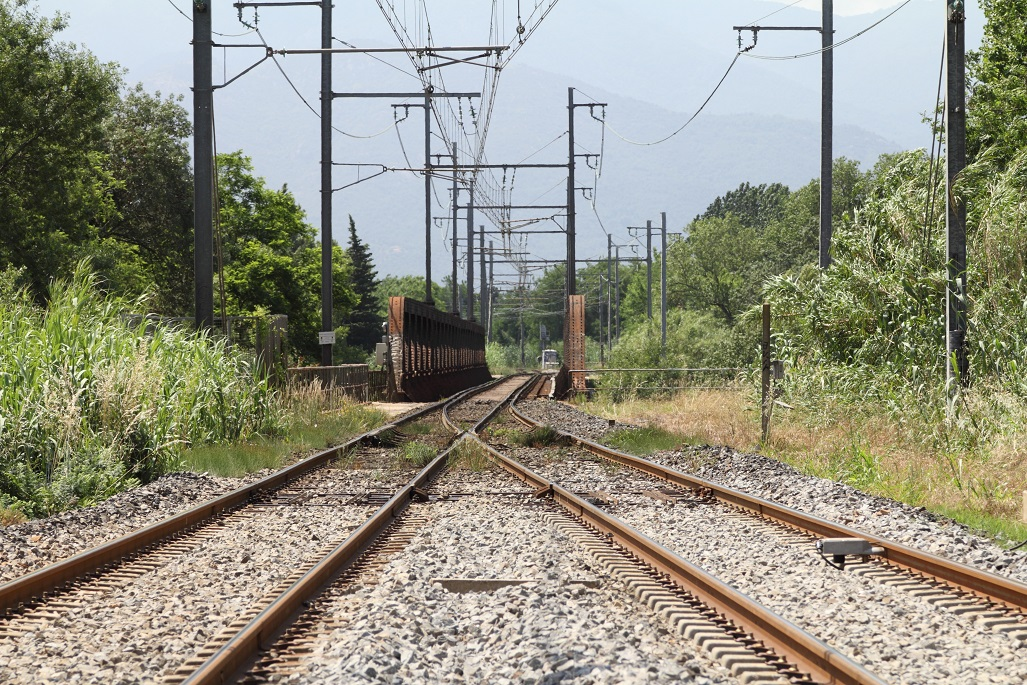
Enchevêtrement du viaduc du Tech, vu en direction de Perpignan (juin 2013).
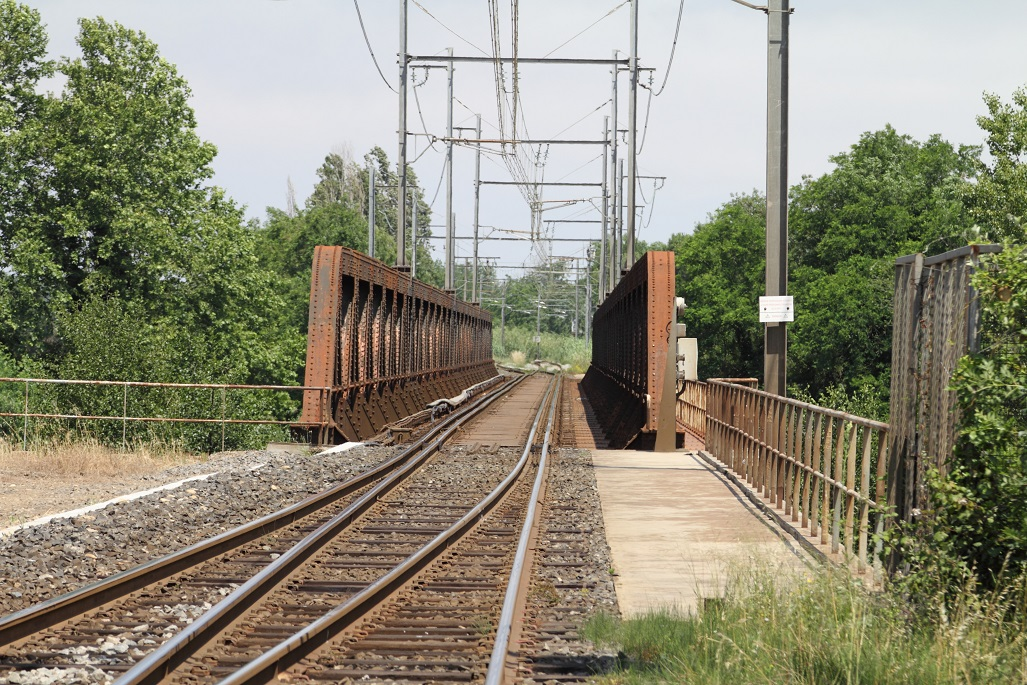
Enchevêtrement du viaduc du Tech, vu en direction de Port-Bou en (juin 2013).